# Ernstia tetractina
Ernstia tetractina' é uma espécie de esponja calcária do gênero Ernstia do Brasil.